# Марнан
Марнан (фр. Marnans) — коммуна во Франции, находится в регионе Рона — Альпы. Департамент коммуны — Изер. Входит в состав кантона Руабон. Округ коммуны — Гренобль.
Код INSEE коммуны — 38221. Население коммуны на 1999 год составляло 117 человек. Населённый пункт находится на высоте от 441 до 630 метров над уровнем моря. Муниципалитет расположен на расстоянии около 460 км юго-восточнее Парижа, 65 км юго-восточнее Лиона, 45 км западнее Гренобля. Мэр коммуны — Mme Colette Humbert, мандат действует на протяжении 2001—2008 гг.
Динамика населения (INSEE):